# Tortanus dextrilobatus
Tortanus dextrilobatus är en kräftdjursart som beskrevs av Chen och Zhang 1965. Tortanus dextrilobatus ingår i släktet Tortanus och familjen Tortanidae. Inga underarter finns listade i Catalogue of Life.